# Tyron
Tyron ist ein männlicher Vorname.

## Bekannte Namensträger
- Tyron Akins (* 1986), nigerianischer Hürdenläufer US-amerikanischer Herkunft
- Tyron Dixon (* 1979), deutscher DJ und Musikproduzent
- Tyron Frampton (* 1994), besser bekannt als slowthai, britischer Rapper
- Tyron Leitso (* 1976), kanadischer Schauspieler
- Tyron Montgomery (* 1967), irisch-deutscher Film- und Medien-Schaffender
- Tyron Ricketts (* 1973), österreichischer Schauspieler, Model, Moderator und Rapper
- Tyron Smith (* 1990), US-amerikanischer American-Football-Spieler
- Tyron Zeuge (* 1992), deutscher Boxer